# Perevoz
Perevoz (en russe : Перевоз) est une ville de l'oblast de Nijni Novgorod, en Russie, et le centre administratif du raïon Perevozski. Sa population s'élevait à 8 999 habitants en 2021.

## Géographie
Perevoz est située sur la rivière Piana, à 89 km au sud-est de Nijni Novgorod et à 436 km à l'est de Moscou.

## Histoire
Un village existait sur l'emplacement de la ville actuelle de Perevoz au XIVe siècle. Perevoz reçut le statut de ville une première fois en 1779, mais le perdit par la suite. Elle reçut le statut de commune urbaine en 1962 et le statut de ville en 2000.

## Population
Recensements (*) ou estimations de la population
| 1897* | 1959* | 1970* | 1979* |
| ----- | ----- | ----- | ----- |
| 770   | 2 470 | 4 383 | 6 235 |

| 1989* | 2002* | 2010* | 2013  |
| ----- | ----- | ----- | ----- |
| 8 313 | 9 386 | 9 201 | 8 918 |

| 2016  | 2019  | 2021  | - |
| ----- | ----- | ----- | - |
| 9 041 | 8 740 | 8 999 | - |